# Adolf Haas
Adolf Haas (ur. 14 listopada 1893 w Siegen, zm. 1 maja 1945) – Niemiec, zbrodniarz hitlerowski, SS-Hauptsturmführer, komendant obozów w Niederhagen-Wewelsburg i Bergen-Belsen.
Podczas I wojny światowej pełnił służbę w cesarskiej marynarce i w listopadzie 1914 dostał się do japońskiej niewoli. W 1931 wstąpił do NSDAP (nr legitymacji partyjnej 760 610), a w kwietniu 1933 do SS (nr identyfikacyjny 28 943). Od 1 marca 1940 Haas pełnił funkcję Schutzhaftlagerführera (kierownika obozu i zastępcy komendanta) w Sachsenhausen. We wrześniu 1941 został komendantem nowo otworzonego obozu Niederhagen-Wewelsburg, którego więźniowie pracowali przy przebudowie zamku w Wewelsburgu (ośrodku nazistowkiego mistycyzmu i okultyzmu).
Na wiosnę 1943 Haas otrzymał zadanie zbudowania obozu w Bergen-Belsen, gdzie początkowo mieli być przetrzymywani prominentni więźniowie żydowscy, celem ich późniejszej wymiany. Haas był również pierwszym komendantem obozu, a stanowisko to pełnił do grudnia 1944. Został usunięty ze stanowiska za nieudolność wykazaną przy budowie obozowych baraków (zostały one pozbawione wszelkich instalacji sanitarnych, co spowodowało późniejsze epidemie, które szalały w Bergen-Belsen) i nielegalne stosunki z więźniarkami. Haasa przeniesiono 20 grudnia 1944 do 18 Batalionu Grenadierów Pancernych SS (SS-Panzergrenadierbataillons 18), w ramach którego walczył on następnie na froncie wschodnim. Prawdopodobnie zginął w walce 31 marca 1945. Uznano go za zmarłego z dniem 1 maja 1945.